# Dasophrys swazi
Dasophrys swazi är en tvåvingeart som beskrevs av Jason Gilbert Hayden Londt 1981. Dasophrys swazi ingår i släktet Dasophrys och familjen rovflugor.
Artens utbredningsområde är Swaziland. Inga underarter finns listade i Catalogue of Life.